# Mastigodiaptomus purpureus
Mastigodiaptomus purpureus é uma espécie de crustáceo da família Diaptomidae.
Pode ser encontrada nos seguintes países: Cuba e Haiti.